# كلاوديو فيلاسكيز
كلاوديو فيلاسكيز (بالإسبانية: Claudio Velázquez)‏ (18 فبراير 1986 بروساريو في الأرجنتين - ) هو مدرب كرة قدم ولاعب كرة قدم بيرو وأرجنتيني في مركز الهجوم. لعب مع أليانزا ليما وروزاريو سنترال وCobresol ‏ وسيزار فاليجو ‏ ونادي خوسيه جالفيز ‏.

## وصلات خارجية
- كلاوديو فيلاسكيز على موقع قاعدة بيانات كرة القدم.إي يو (الإنجليزية)
- كلاوديو فيلاسكيز على موقع Soccerway.com (الإنجليزية)